# Thézillieu
Thézillieu è un ex comune francese di 323 abitanti situato nel dipartimento dell'Ain della regione dell'Alvernia-Rodano-Alpi. Il 1º gennaio 2019 fu accorpato con i comuni di Cormaranche-en-Bugey, Hauteville-Lompnes e Hostiaz per formare il nuovo comune di Plateau d'Hauteville.

## Storia

### Simboli
Lo stemma comunale era stato adottato il 7 agosto 2000. La croce bianca in campo rosso fa riferimento alla Savoia e il pastorale all'abbazia di Saint-Sulpice;  la seconda partizione ricorda l'abate di Montholon e il capo la famiglia Cyvoct.

## Società

### Evoluzione demografica
Abitanti censiti